# Fallicambarus danielae
Fallicambarus danielae là một loài tôm càng sông trong họ Cambaridae. Chúng thường được tìm thấy ở Mississippi, Alabama, Louisiana và Florida.